# 363. brigada za civilne zadeve (ZDA)
363. brigada za civilne zadeve (izvirno angleško 363rd Civil Affairs Brigade) je bila brigada za civilne zadeve Kopenske vojske Združenih držav Amerike.

## Zgodovina
Brigada je bila ustanovljena leta 1975 s preoblikovanjem 86. rezervnega poveljstva Kopenske vojske ZDA in bila deaktivirana leta 1978.